# Oebar
Oebar (grč. Oebares) je bio perzijski vojni zapovjednik koji je sudjelovao u Perzijskom ustanku u službi Kira Velikog. Prema Kteziju, kada je medijski kralj Astijag poražen u Ekbatani Oebar ga je dao baciti u lance, no Kir ga je oslobodio. Prilikom opsade Sarda Oebar je savjetovao Kira Velikog da perzijski vojnici hodaju na motkama tako da izgledaju kao gigantski ratnici, što je navodno prestrašilo građane lidijskog grada Sarda i dovelo do pada grada. Kada je Kir Veliki poslao Petisaka da dovede Astijaga na dvor iz njegove satrapije Bar-canii, Oebar je poticao glasnika da ostavi starog kralja da umre u pustinji, no kada je njegov čin otkriven navodno se izgladnio do smrti da izbjegne osvetu Amitise (Astijagove sestre), unatoč svim Kirovim obećanjima kako će biti pošteđen.

## Poveznice
- Perzijsko Carstvo
- Kir Veliki
- Perzijski ustanak

## Vanjske poveznice
- Oebar (Oebares), AncientLibrary.com